# ناحیه ناتوره
ناحیه ناتوره (به لاتین: Natore District) یک ناحیه در بنگلادش است که در استان راج‌شاهی واقع شده‌است.

## خصوصیات
ناحیه ناتوره ۱٬۹۰۰٫۱۹ کیلومترمربع مساحت و ۱٬۷۰۶٬۶۷۳ نفر جمعیت دارد.